# Крецень (комуна)
Крецень, Крецені (рум. Crețeni) — комуна у повіті Вилча в Румунії. До складу комуни входять такі села (дані про населення за 2002 рік):
- Ізвору (664 особи)
- Крецень (544 особи) — адміністративний центр комуни
- Мренешть (695 осіб)
- Стреміноаса (716 осіб)

Комуна розташована на відстані 153 км на захід від Бухареста, 49 км на південь від Римніку-Вилчі, 49 км на північний схід від Крайови.

## Населення
За даними перепису населення 2002 року у комуні проживали 2619 осіб.
Національний склад населення комуни:
| Національність | Кількість осіб | Відсоток |
| -------------- | -------------- | -------- |
| румуни         | 2538           | 96,9%    |
| цигани         | 80             | 3,1%     |
| німці          | 1              | < 0,1%   |

Рідною мовою назвали:
| Мова      | Кількість осіб | Відсоток |
| --------- | -------------- | -------- |
| румунська | 2617           | 99,9%    |
| циганська | 1              | < 0,1%   |
| німецька  | 1              | < 0,1%   |

Склад населення комуни за віросповіданням:
| Релігія       | Кількість осіб | Відсоток |
| ------------- | -------------- | -------- |
| православні   | 2616           | 99,9%    |
| римо-католики | 2              | 0,1%     |
| адвентисти    | 1              | < 0,1%   |